# Mark Howe
Mark Steven Howe (* 28. května 1955 Detroit) je bývalý americký lední hokejista. Je synem Gordieho Howea zvaného Mr. Hockey a profesionálním hokejistou byl i jeho starší bratr Marty Howe. Má americké i kanadské občanství.

## Hráčská kariéra
Začínal na pozici levého křídla a již od patnácti let hrál za juniorský tým Detroit Red Wings. Reprezentoval USA na olympijských hrách v roce 1972, kde jeho tým obsadil druhé místo, je tak dosud nejmladším olympijským medailistou v hokeji. Sezónu 1972/73 odehrál v týmu Toronto Marlboros, kde získal Stafford Smythe Memorial Trophy. V roce 1973 začal hrát profesionálně za tým Houston Aeros, účastníka World Hockey Association. V první sezóně získal Lou Kaplan Trophy pro nejlepšího nováčka. Nastoupil za Kanadu v Summit Series 1974 proti sovětské reprezentaci.
V roce 1977 přestoupil do New England Whalers, kde se přeškolil na obránce a absolvoval změnu názvu klubu na Hartford Whalers i přechod z WHA do National Hockey League. Zúčastnil se Kanadského poháru 1981, kde s týmem USA skončil na čtvrtém místě. Od roku 1983 hrál ve Philadelphia Flyers, s nimiž byl finalistou Stanley Cupu v letech 1985 a 1987. Za sezónu 1985/86 získal NHL Plus/Minus Award. Zúčastnil se čtyřikrát NHL All-Star Game (1983, 1986, 1987 a 1988), z toho třikrát byl vybrán do zahajovací sestavy. V roce 1993 přestoupil k Detroit Red Wings, kde si v roce 1995 potřetí zahrál finále Stanley Cupu, opět neúspěšně. Po této sezóně ukončil kariéru.
Působí jako skaut pro Detroit Red Wings. V roce 2011 byl uveden do Hokejové síně slávy a v roce 2016 mu byla udělena Lester Patrick Trophy za přínos americkému hokeji.

## Ocenění a úspěchy
- 1973 CHL - Nejužitečnější hráč
- 1974 WHA - Lou Kaplan Trophy
- 1974 WHA - Druhý All-Star Tým
- 1979 WHA - První All-Star Tým
- 1980 NHL - Nejlepší střelec na pozici obránce
- 1980 NHL - Nejproduktivnější obránce
- 1981 NHL - All-Star Game
- 1983 NHL - All-Star Game
- 1983 NHL - První All-Star Team
- 1986 NHL - All-Star Game
- 1986 NHL - Nejlepší hráč v pobytu na ledě (+/-)
- 1986 NHL - První All-Star Team
- 1987 NHL - První All-Star Team
- 1987 NHL - Nejlepší obránce v pobytu na ledě v playoff (+/-)
- 1988 NHL - All-Star Game
- 1989 NHL - Nejlepší obránce v pobytu na ledě v playoff (+/-)
- 2004 Síň slávy amerického hokeje
- 2011 Hokejová síň slávy

## Prvenství
- Debut v NHL - 11. října 1979 (Minnesota North Stars proti Hartford Whalers)
- První gól v NHL - 19. října 1979 (Hartford Whalers proti Los Angeles Kings, brankáři Ron Grahame)
- První asistence v NHL - 19. října 1979 (Hartford Whalers proti Los Angeles Kings)
- První hattrick v NHL - 9. října 1980 (St. Louis Blues proti Hartford Whalers)

## Klubová statistika
| Sezóna       | Klub                  | Soutěž       |     | Základní část | Základní část | Základní část | Základní část | Základní část |    | Play off | Play off | Play off | Play off | Play off |
| Sezóna       | Klub                  | Soutěž       | Z   | G             | A             | B             | TM            | Z             | G  | A        | B        | TM       |          |          |
| 1969–70      | Detroit Olympia       | MNHL         | 40  | 30            | 39            | 69            | 21            | —             | —  | —        | —        | —        |          |          |
| 1970–71      | Detroit Jr. Red Wings | SOJHL        | 44  | 37            | 70            | 107           | —             | —             | —  | —        | —        | —        |          |          |
| 1970–71      | Detroit Jr. Red Wings | Cen-Cup      | —   | —             | —             | —             | —             | 10            | 5  | 19       | 24       | 0        |          |          |
| 1971–72      | Detroit Jr. Red Wings | SOJHL        | 9   | 5             | 9             | 14            | —             | —             | —  | —        | —        | —        |          |          |
| 1972–73      | Toronto Marlboros     | OHA-Jr.      | 60  | 38            | 66            | 104           | 27            | —             | —  | —        | —        | —        |          |          |
| 1972–73      | Toronto Marlboros     | M-Cup        | —   | —             | —             | —             | —             | 3             | 4  | 4        | 8        | 6        |          |          |
| 1973–74      | Houston Aeros         | WHA          | 76  | 38            | 41            | 79            | 20            | 14            | 9  | 10       | 19       | 4        |          |          |
| 1974–75      | Houston Aeros         | WHA          | 74  | 36            | 40            | 76            | 30            | 13            | 10 | 12       | 22       | 0        |          |          |
| 1975–76      | Houston Aeros         | WHA          | 72  | 39            | 37            | 76            | 38            | 17            | 6  | 10       | 16       | 18       |          |          |
| 1976–77      | Houston Aeros         | WHA          | 57  | 23            | 52            | 75            | 46            | 11            | 4  | 10       | 14       | 2        |          |          |
| 1977–78      | New England Whalers   | WHA          | 70  | 30            | 61            | 91            | 32            | 14            | 8  | 7        | 15       | 18       |          |          |
| 1978–79      | New England Whalers   | WHA          | 77  | 42            | 65            | 107           | 32            | 6             | 4  | 2        | 6        | 6        |          |          |
| 1979–80      | Hartford Whalers      | NHL          | 74  | 24            | 56            | 80            | 20            | 3             | 1  | 2        | 3        | 2        |          |          |
| 1980–81      | Hartford Whalers      | NHL          | 63  | 19            | 46            | 65            | 54            | —             | —  | —        | —        | —        |          |          |
| 1981–82      | Hartford Whalers      | NHL          | 76  | 8             | 45            | 53            | 18            | —             | —  | —        | —        | —        |          |          |
| 1982–83      | Philadelphia Flyers   | NHL          | 76  | 20            | 47            | 67            | 18            | 3             | 0  | 2        | 2        | 4        |          |          |
| 1983–84      | Philadelphia Flyers   | NHL          | 71  | 19            | 34            | 53            | 44            | 3             | 0  | 0        | 0        | 2        |          |          |
| 1984–85      | Philadelphia Flyers   | NHL          | 73  | 18            | 39            | 57            | 31            | 19            | 3  | 8        | 11       | 6        |          |          |
| 1985–86      | Philadelphia Flyers   | NHL          | 77  | 24            | 58            | 82            | 36            | 5             | 0  | 4        | 4        | 0        |          |          |
| 1986–87      | Philadelphia Flyers   | NHL          | 69  | 15            | 43            | 58            | 37            | 26            | 2  | 10       | 12       | 4        |          |          |
| 1987–88      | Philadelphia Flyers   | NHL          | 75  | 19            | 43            | 62            | 62            | 7             | 3  | 6        | 9        | 4        |          |          |
| 1988–89      | Philadelphia Flyers   | NHL          | 52  | 9             | 29            | 38            | 45            | 19            | 0  | 15       | 15       | 10       |          |          |
| 1989–90      | Philadelphia Flyers   | NHL          | 40  | 7             | 21            | 28            | 24            | —             | —  | —        | —        | —        |          |          |
| 1990–91      | Philadelphia Flyers   | NHL          | 19  | 0             | 10            | 10            | 8             | —             | —  | —        | —        | —        |          |          |
| 1991–92      | Philadelphia Flyers   | NHL          | 42  | 7             | 18            | 25            | 18            | —             | —  | —        | —        | —        |          |          |
| 1992–93      | Detroit Red Wings     | NHL          | 60  | 3             | 31            | 34            | 22            | 7             | 1  | 3        | 4        | 2        |          |          |
| 1993–94      | Detroit Red Wings     | NHL          | 44  | 4             | 20            | 24            | 8             | 6             | 0  | 1        | 1        | 0        |          |          |
| 1994–95      | Detroit Red Wings     | NHL          | 18  | 1             | 5             | 6             | 10            | 3             | 0  | 0        | 0        | 0        |          |          |
| Celkem v NHL | Celkem v NHL          | Celkem v NHL | 929 | 197           | 545           | 742           | 455           | 101           | 10 | 51       | 61       | 34       |          |          |
| Celkem v WHA | Celkem v WHA          | Celkem v WHA | 426 | 208           | 296           | 504           | 198           | 75            | 41 | 51       | 92       | 48       |          |          |

## Reprezentace
| Rok                       | Tým                       | Soutěž                    | Z  | G | A | B  | TM |
| ------------------------- | ------------------------- | ------------------------- | -- | - | - | -- | -- |
| 1972                      | USA                       | OH                        | 6  | 0 | 0 | 0  | 0  |
| 1974                      | Kanada                    | SS                        | 7  | 2 | 4 | 6  | 4  |
| 1981                      | USA                       | CC                        | 6  | 0 | 4 | 4  | 2  |
| Seniorská kariéra celkově | Seniorská kariéra celkově | Seniorská kariéra celkově | 19 | 2 | 8 | 10 | 6  |